# Szare Szeregi

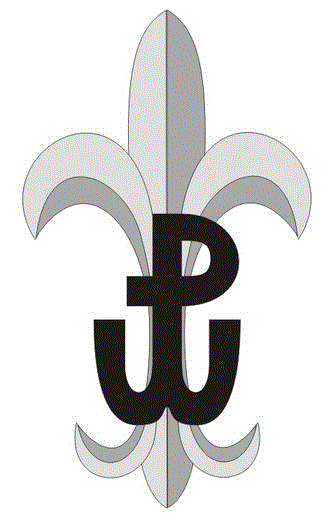
Embleem van Szare Szeregi

De Szare Szeregi (Grijze Rangen) was een ondergrondse Poolse jeugdorganisatie die actief was tijdens de Tweede Wereldoorlog. Ze ontstond uit de Poolse scoutingbeweging en speelde een belangrijke rol in het verzet tegen de Duitse bezetting.

## Geschiedenis
De organisatie werd opgericht in 1939 en was in 1940 volledig actief en verzette zich tegen de Duitse bezetting van Warschau tot 18 januari 1945. Daarnaast leverde de organisatie een bijdrage aan de verzetsactiviteiten van de Poolse Ondergrondse Staat. Ze bestond voornamelijk uit jonge scouts die zich aansloten bij het verzet. Ze namen deel aan sabotageacties, verspreidden illegale pamfletten en hielpen bij het redden van Joden uit het getto van Warschau.

## Principes
Naast de morele code van de Scouting volgden de Szare Szeregi ook een basisplan van drie stappen. Het programma kreeg de naam "Dziś - jutro - pojutrze" (vandaag - morgen - overmorgen):
- Vandaag - strijd voor de onafhankelijkheid van Polen.
- Morgen - voorbereiding op een nationale opstand en de bevrijding van Polen.
- Overmorgen - voorbereiding op de wederopbouw van Polen na de oorlog.